# Arvechambus hummi
Arvechambus hummi är en mångfotingart som beskrevs av Ottis Robert Causey 1963. Arvechambus hummi ingår i släktet Arvechambus och familjen Parajulidae. Inga underarter finns listade i Catalogue of Life.